# Mathilde Saïman
Mathilde Alice Saïman (9. Dezember 1891 in Algier – September 1940 in Paris) war eine französische Opernsängerin, die während in der ersten Hälfte des 20. Jahrhunderts in Sopran- und Mezzosopranrollen an der Opéra-Comique tätig war.

## Leben
Saïman wurde in Algier in eine französische Familie geboren und war Schülerin am Pariser Konservatorium an dem sie ihren ersten Preis für ihren Gesang erhielt. Sie debütierte am 21. März 1914 an der Opéra-Comique in der Oper Louise von Gustave Charpentier als Grisette. Einen Monat später trat sie dort in ihrer ersten Hauptrolle als Jeanne in La vivandière von Benjamin Godard auf. Ebenso sang sie die Rolle Pierre in der weltweiten Uraufführung von Lerouxs Les cadeaux de Noël (1915) und von Lélia in der französischen Premiere von André Messagers Béatrice (1917). Ihre weiteren Rollen an der Opéra-Comique beinhaltete die Wiederaufnahmen von Madame Butterfly (Kate Pinkerton und Cio-Cio San), Cavalleria rusticana (Lola und Santuzza), Les Contes d’Hoffmann (Giulietta und Antonia) und von La Bohème (Musetta).
In ihren Memoiren wurde sie von Pierre-Barthélemy Gheusi, einem der Regisseure an der Opéra-Comique, als „lebhafte Darstellerin“, deren Stimme ein „helles Timbre“ besaß, beschrieben. Saïman wurde 1916 für mehrere Tonaufnahmen für Pathé Records engagiert. Sie starb im Alter von 48 Jahren in Paris.